# 福和橋
福和橋，是臺灣一座連結台北市中正區和文山區與新北市永和區、跨越新店溪的橋樑，於1973年通車，由台北市羅斯福路四段公館圓環，銜接基隆路與新北市林森路與成功路一段，是雙和地區與公館、信義商圈之間重要的聯絡橋樑。

## 興建沿革

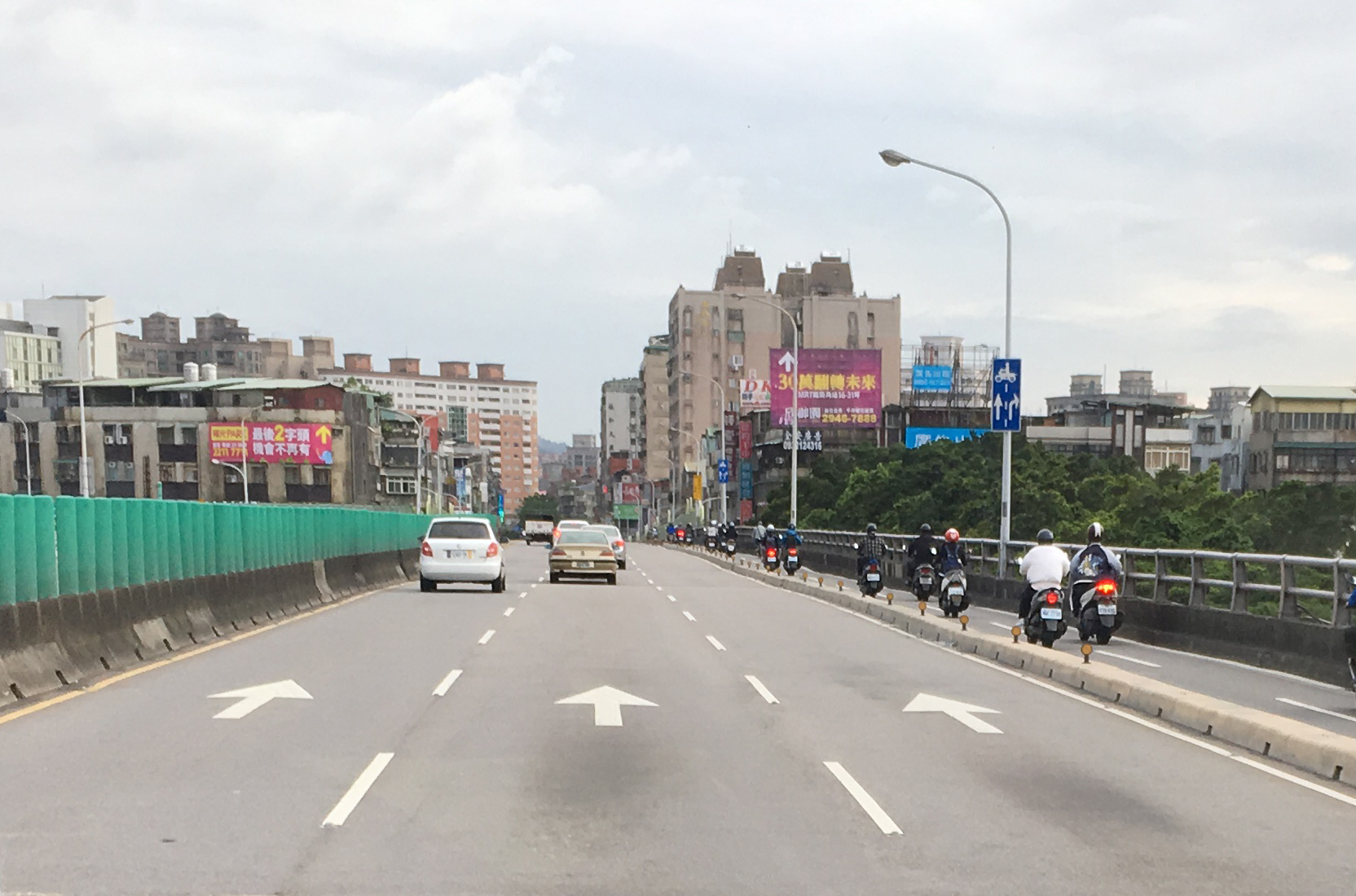
福和橋橋面，新北市永和方向車道

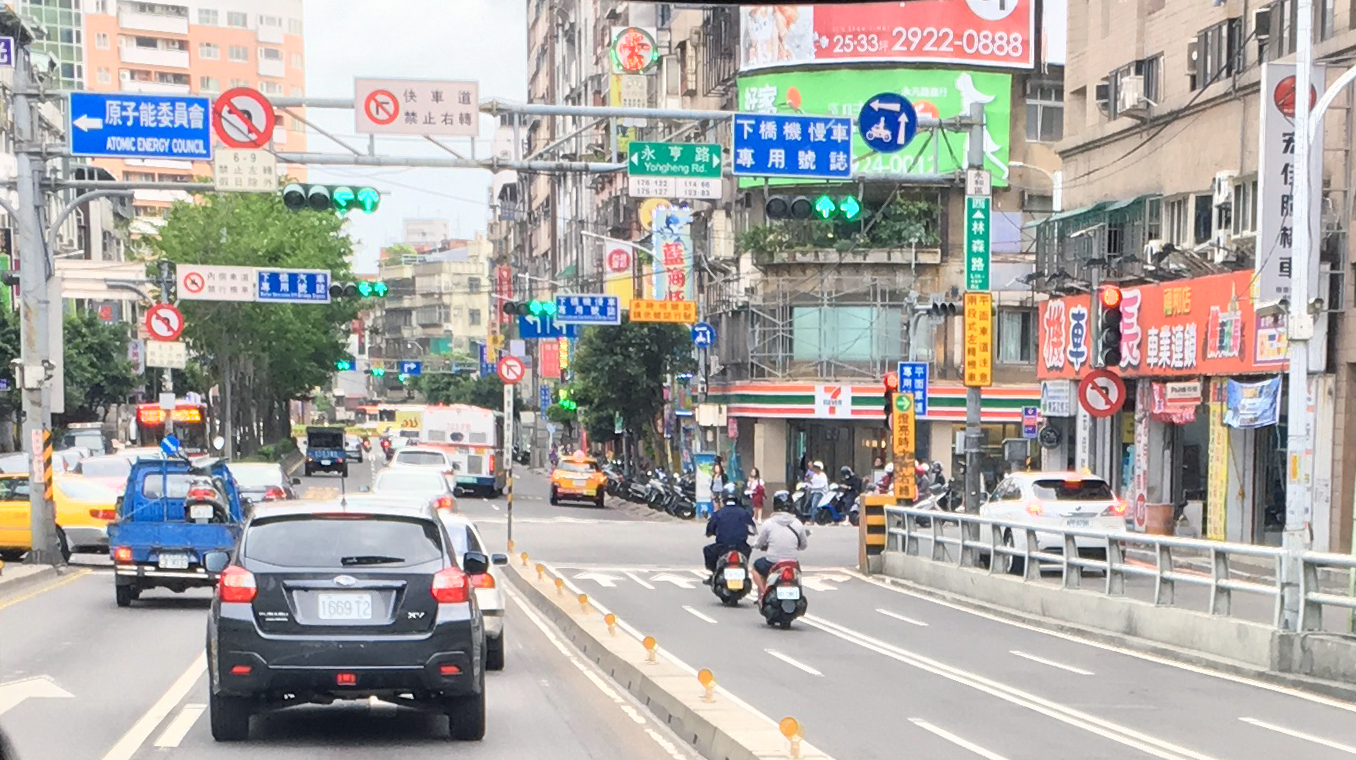
福和橋永和端，前為林森路、永亨路口

1960年代始，台北市政府與台灣省政府早已研計議興建橋樑從台北市公館跨越新店溪到臺北縣的永和鎮。台北市改制後，決定以省市合作的方式完成。當年計劃福和橋，係配合台北市當時已進行的基隆路開拓計劃，引導永和方向的車流經過福和橋經過基隆路，轉入麥帥公路到達基隆，使台北市鬧區之交通較為順暢，並且疏導中正橋早已擁擠的車流。
1970年4月，台北市政府與台灣省政府決定橋樑工程委託中華顧問工程司設計，其中台北市方向的銜接道路由台北市新建工程處負責辦理，而台北縣永和鎮方向的銜接工程由台灣省公共工程局辦理。1973年10月，福和橋通車。1973年7月16日開始徵收車輛通行費。基隆路拓寬後於1985年再予整建。1993年，停止徵收車輛通行費。

## 數據
由於新店溪此處河道寬達600公尺，故福和橋較原本永和連接台北市的中正橋為長。1974年當時興建的福和橋長880公尺，寬20公尺，引道長290公尺，永和端引橋及引道長300公尺，共長1,408公尺，分別設有快車道、慢車道及人行道各兩線。1985年整建後，福和橋的寬度增加為39公尺，並採20跨19墩、45公尺的標準跨，為變斷面 PCI 梁。

## 鄰近設施
- 臺北市端
  - 基隆路高架道路
  - 寶藏巖
  - 國立臺灣大學
  - 國立臺灣科技大學
  - 國立臺灣師範大學公館校區

- 新北市端
  - 福和運動公園
  - 新北市永和國民運動中心
  - 核能安全委員會
  - 新北市立福和國民中學
  - 新北市立永和國民中學